# داین لین
دایان لین (انگلیسی: Diane Lane؛ زاده ۲۲ ژانویهٔ ۱۹۶۵) هنرپیشه و مانکن اهل ایالات متحده آمریکا است. وی از سال ۱۹۷۹ میلادی تاکنون مشغول فعالیت بوده‌است. او از انجمن همجنس‌گرایان پیروی و حمایت کرده‌است.

## گزیده فیلمشناسی
از فیلم‌ها یا برنامه‌های تلویزیونی که وی در آن نقش داشته‌است می‌توان به آثار زیر اشاره کرد.
- لمس عشق (۱۹۸۰)
- گاو آنی و بریتانی کوچک (۱۹۸۰)
- سیکس پک (۱۹۸۰)
- خانم‌ها و آقایان، لکه‌های شگفت‌انگیز (۱۹۸۲)
- بیگانگان (۱۹۸۳)
- انجمن پنبه (۱۹۸۴)
- شهر بزرگ (۱۹۸۷)
- مراقب باش خانم (۱۹۸۷)
- علائم حیاتی (۱۹۹۰)
- چاپلین (۱۹۹۲)
- تفنگ جدید من (۱۹۹۲)
- تابستان هندی (۱۹۹۳)
- اتوبوسی به نام هوس (۱۹۹۵)
- قاضی درد (۱۹۹۵)
- جک (۱۹۹۶)
- زمان سگ دیوانه (۱۹۹۶)
- قتل در سال ۱۶۰۰ (۱۹۹۷)
- پیاده‌روی روی ماه (۱۹۹۹)
- کاملاً طوفانی (۲۰۰۰)
- پرش سگ من (۲۰۰۰)
- هاردبال (۲۰۰۱)
- خانه شیشه‌ای (۲۰۰۱)
- بی‌وفا (۲۰۰۲)
- زیر آفتاب توسکانی (۲۰۰۳)
- باید سگ‌ها را دوست داشت (۲۰۰۵)
- هالیوودلند (۲۰۰۶)
- جهنده (۲۰۰۸)
- نایافتنی (۲۰۰۸)
- شب‌ها در رودانته (۲۰۰۸)
- شلیک‌مرگبار (۲۰۰۹)
- مرد پولادین (۲۰۱۳)
- درون و بیرون (۲۰۱۵)
- ترامبو (۲۰۱۵)
- بتمن و سوپرمن: طلوع عدالت (۲۰۱۶)
- هر چیز پنهانی
- مارک فلت: مردی که کاخ سفید را به خاک سیاه نشاند (۲۰۱۷)
- لیگ عدالت (۲۰۱۷)
- رهایش‌کن (۲۰۲۰)